# テディングハウゼン
テディングハウゼン (ドイツ語: Thedinghausen) は、ドイツ連邦共和国ニーダーザクセン州のフェルデン郡に属す町村（以下、本項では便宜上「町」と記述する）である。同名のザムトゲマインデに属し、その本部所在地となっている。

## 地理
この町の人口は約7,500人、面積は65.77km2である。町の北側はヴェーザー川がアヒムとの境をなしている。

### 集落
テディングハウゼンには以下の集落が属す: アーゼン＝エッツェン、ベッペン、ディッバーゼン、ドンナーシュテット、アイセル、ホルトルフ、ホルシュテット、ルンゼン、モルズム、エーニヒシュッテット、ヴェルダー、ヴルムストルフ。

## 歴史
現在の町域にあたる地域の集落は1138年（ヴェルダー）から1534年（ドンナーシュテット）の間に初めて文献に記録されている。テディングハウゼンには13世紀後半に城塞が築かれた（現在の警察署の場所）。城と集落は最終的にホーヤ伯領となるまで何度もその帰属を替えた。最後のホーヤ伯が亡くなった後、ホーヤ伯領はヴェルフェン家のものとなり、その様々な分家（ブラウンシュヴァイク＝リューネブルク＝ツェレ家、ブラウンシュヴァイク＝リューネブルク＝ヴォルフェンビュッテル家、カレンベルク家）に分割された。テディングハウゼンはブラウンシュヴァイク＝リューネブルク＝ヴォルフェンビュッテル家のものとなった。残りのホーヤ伯領は最終的にハノーファー選帝侯領に再統一されたが、アムト・テディングハウゼンはブラウンシュヴァイク＝ヴォルフェンビュッテル公領、後のブラウンシュヴァイク公領に留まり、最終的にはブラウンシュヴァイク州の一部となった。テディングハウゼンは初めホルツミンデン郡に属し、1850年からはブラウンシュヴァイク州の飛び地として1972年6月30日までブラウンシュヴァイク郡（1946年からはブラウンシュヴァイク管区）に属した。1972年7月1日にニーダーザクセン州の郡域再編によりフェルデン郡に移管された。
2006年11月1日にモルズムが合併し、新たに拡大したテディングハウゼン町が成立した。

## 行政
テディングハウゼンの町議会は21議席からなる。町長はトーマス・メッツ (CDU) である。

### 紋章
テディングハウゼンの紋章は青地に、赤い舌を出した金のブラウンシュヴァイクの獅子。周囲には8つの金の星。上部に金の胸壁状の頂部。

## 文化と見所
- エルプホーフ・テディングハウゼン（城館）
- 町役場

### 宗教
テディングハウゼンには附属墓地を有する2つのプロテスタント教会がある。一つは町の中心部、もう一つはルンゼン地区にある。モルズム地区にはエホバの証人の集会所がある。低地のクヴァルンシュテット（現在のブランケンブルク通り）にはかつてユダヤ人墓地があったが、1941年に売却され、民家が建てられている。

## 経済と社会資本
テディングハウゼンの経済は顕著に農業に依存していたが、中産労働者が徐々に存在感を増している。ブレーメン、フェルデン (アラー)、アヒムといった都市に近いことから多くの住民がこれらの都市へ通勤している。

### 交通

#### 道路交通
テディングハウゼンは道路へのアクセスが良い。ブレーメン、フェルデン、アヒムへは速やかに移動することができる。連邦アウトバーンA1号線、A27号線へのアクセスも良好である。

#### 近郊公共交通機関
テディングハウゼンにはブレーメン/ニーダーザクセン交通連盟 (VBN) のバスが3系統乗り入れている。702系統 アヒム行き、720系統 モルズムおよびブレンダー経由フェルデン駅バスセンター行き、750系統 ベッペンまたはモルズム発テディングハウゼンおよびリーデ経由ブレーメン中央駅行きである。

#### 鉄道
ブレーメン - テディングハウゼン鉄道の運行頻度はごくわずかである。この路線は保存路線および貨物路線としてのみ運営されている。この路線の旅客営業が計画されているが、町の外れを通っているだけである。レギオナルバーンの最寄り駅はアヒムとフェルデンにあり、ここからICEの駅であるブレーメン中央駅にアクセスできる。

### メディア
テディングハウゼンには固有の新聞や雑誌はない。ただし、クライスツァイトゥング・ジーケの地方版はテディングホイザー・ツァイトゥングと名付けられている。これはテディングハウゼン向けの地方版であり、ザムトゲマインデ・テディングハウゼン地域のニュースを扱っている。

### 公共施設
かつての郡立病院は現在老人養護ホーム（郡立老人ホーム「イン・デア・ビュルゲライ」）として利用されている。最寄りの病院は、アヒムとフェルデンにあるアラー＝ヴェーザー病院である。

### 教育
テディングハウゼンには、ニルス・ホルガーソン基礎課程学校、基礎課程・本課程学校のグーデヴィル学校教育センターがある。また、モルズム地区にも基礎課程学校がある。これより上級の学校はアヒム、フェルデン、ジーケへ通うことになる。

## 出身有名人
- デニス・ディークマイアー - プロサッカー選手
- フェリックス・ヴィートヴァルト - プロサッカー選手

## 引用
1. ↑  Landesamt für Statistik Niedersachsen, LSN-Online Regionaldatenbank, Tabelle A100001G: Fortschreibung des Bevölkerungsstandes, Stand 31. Dezember 2023